# Adam Siao Him Fa
Adam Siao Him Fa, född 31 januari 2001 i Bordeaux, är en fransk konståkare.

## Karriär
Vid EM 2025 i Tallinn tog Siao Him Fa brons i singel.